# Northrop N-3PB
Northrop N-3PB (Patrol Bomber) – bombowo-patrolowy wodnosamolot skonstruowany i produkowany przez amerykańską firmę Northrop Aircraft, Inc. na zamówienie Królewskiego Norweskiego Lotnictwa Morskiego (Marinens flygevåpen). Ponieważ wybudowane samoloty były dostępne dopiero po zajęciu Norwegii przez wojska niemieckie w 1940 roku, wszystkie maszyny dostarczono do Wielkiej Brytanii, gdzie weszły w skład norweskiego No. 330 Squadron RNoAF, działającego w ramach Royal Air Force.

## Historia
Do końca lat 30. XX wieku Królewskie Norweskie Lotnictwo Morskie używało dwuskrzydłowych maszyn Høver M.F. 11. Zdając sobie jednak sprawę z szybko postępującego starzenia się konstrukcji, Norwegia zamówiła w zakładach Northropa w Stanach Zjednoczonych nowy samolot. John Knudsen Northrop zaprojektował nową maszynę w 1939 roku. Wykorzystując swoje doświadczenie w konstrukcji metalowych dolnopłatów zbudował samolot o eleganckiej sylwetce z dwoma jednoredanowymi pływakami. Obdarzając Northropa dużym zaufaniem, norweska komisja rządowa zamówiła 24 egzemplarze samolotu jeszcze przed jego oblotem. N-3PB był pierwszą konstrukcją powstałą po wchłonięciu wytwórni Northropa przez Douglas Aircraft Company a jeszcze przed założeniem przez konstruktora, kolejnej, niezależnej firmy. W styczniu 1941 roku do lotu wzbił się pierwszy gotowy N-3PB. Norwegia w tym momencie znajdowała się już pod niemiecką okupacją. Podjęto decyzję o przekazaniu wyprodukowanych maszyn do Royal Air Force. 25 kwietnia 1941 roku w ramach RAF utworzono 330 Dywizjon, którego personel tworzyli norwescy żołnierze. Na wyposażeniu dywizjonu znalazły się wyprodukowane w Stanach N-3PB. Jednostka stacjonowała na Islandii. Jej zadaniem było patrolowanie północnoatlantyckich szlaków, którymi poruszały się alianckie konwoje. Po przezbrojeniu dywizjonu w samoloty Consolidated PBY Catalina, N-3PB przesunięto do zadań szkolno-treningowych.

## Konstrukcja
N-3PB był całkowicie metalowym, trzyosobowym, wolnonośnym dolnopłatem. Płat trójdzielny, prosty o trapezowym obrysie. Kadłub o półskorupowej konstrukcji. Podwozie składało się z dwóch jednoredanowych, całkowicie metalowych pływaków. Do napędu użyto tłokowego silnika gwiazdowego z metalowym, przestawialnym, trójłopatowym śmigłem.

## Uzbrojenie
Maszyna była uzbrojona w cztery, zamontowane na stałe w skrzydłach (po dwa z obydwu stron kadłuba) karabiny maszynowe kalibru 7,7 mm oraz dwa ruchome karabiny tego samego kalibru na stanowisku strzelca pokładowego. Maszyna mogła również przenosić do 900 kg bomb.